# Кузьмич Антон Савич
Антон Савич Кузьмич (20 грудня 1908, село Копаткевичі, тепер Петриковського району Гомельської області, Республіка Білорусь — 24 жовтня 1989, місто Москва) — український радянський діяч, міністр вугільної промисловості УРСР, голова Українського раднаргоспу. Депутат Верховної Ради СРСР 5—6-го скликань. Депутат Верховної Ради УРСР 4-го скликання. Член ЦК КПУ в 1956—1966 роках. Кандидат у члени ЦК КПРС у 1961—1966 роках. Доктор технічних наук (1962), професор (1966)

## Біографія
Народився в багатодітній бідній селянській родині. У 1924 році вступив до комсомолу. 1926 року закінчив середню школу.
У 1926—1931 роках — студент факультету шахтного будівництва Московського гірничого інституту імені Сталіна, здобув спеціальність гірничого інженера — шахтобудівника.
У січні — травні 1931 року — інженер та завідувач технічного відділу Управління нових шахт в місті Прокоп'євську (Кузбас, РРФСР). У травні 1931 — 1936 року — завідувач проходки скипового стволу, начальник району гірничих робіт, начальник 3-ї експлуатаційної дільниці, начальник закладного цеху, помічник (заступник) головного інженера шахти «Коксова-1» імені Сталіна тресту «Кузбасвугілля». З 1936 по листопад 1937 року — керуючий шахти «Коксова-1» імені Сталіна тресту «Кузбасвугілля» в місті Прокоп'євську.
Член ВКП(б) з 1936 року.
У 1938—1940 роках — головний інженер комбінату «Кузбасвугілля» в місті Новосибірську, директор Кузнецького науково-дослідного вугільного інституту РРФСР.
У березні 1940—1941 роках — заступник головного інженера комбінату «Ворошиловградвугілля» на Донбасі, керуючий тресту «Донбасантрацит».
З серпня 1941 по квітень 1942 року — начальник 6-го будівельного району 8-й саперної армії Південного фронту.
З 1942 року — головний інженер з відновлення Підмосковного вугільного басейну. З березня 1943 по червень 1945 року — керуючий тресту «Сталіногорськвугілля» Московської області. У липні 1945 — січні 1946 року — начальник комбінату «Свердловськвугілля» Сведловської області.
У січні 1946 — грудні 1948 року — заступник народного комісара (міністра) вугільної промисловості Східних районів СРСР.
У грудні 1948 — січні 1951 року — заступник, у січні 1951 — січні 1955 року — 1-й заступник міністра вугільної промисловості СРСР. Рішенням Президії ЦК КПУ від 21 грудня 1954 року призначений міністром вугільної промисловості Української РСР.
У січні 1955 — 8 серпня 1956 року — міністр вугільної промисловості Української РСР.
У листопаді (затв.) 1956 — травні 1957 року — заступник міністра вугільної промисловості Української РСР.
У травні 1957 — травні 1960 року — голова Ради народного господарства Ворошиловградського (Луганського) економічного адміністративного району.
У жовтні 1960 — березні 1961 року — 1-й заступник голови Української Ради народного господарства (Укрраднаргоспу).
29 березня 1961 — 9 березня 1963 року — голова Української Ради народного господарства (Укрраднаргоспу).
У 1963—1965 роках — заступник голови Державного комітету з паливної промисловості СРСР.
З 1965 року — 1-й заступник директора Інституту гірничої справи імені Скочинського у місті Люберцях Московської області.
Помер 24 жовтня 1989 року. Похований у Москві.

## Нагороди
- два ордени Леніна (1942, 20.10.1943)
- орден Жовтневої революції (19.12.1978)
- три ордени Трудового Червоного Прапора (21.02.1942, 2.01.1959,)
- Почесна грамота Президії Верховної Ради Української РСР (20.03.1958)
- кавалер знаку «Шахтарська слава» 1-3-го ст.
- заслужений діяч науки і техніки РРФСР (1969)
- медалі